# Joseph Kleiner
Georg Sigismund Joseph Kleiner (* 16. Juni 1725 in Bischofsheim a. d. Tauber; † 14. Mai 1786 in Heidelberg) war ein deutscher Jesuit, Theologe und Kirchenrechtler.

## Leben
Kleiner war Sohn des Kaufmanns Johannes Heinrich Kleiner. Sein Bruder war der Kurmainzer Hofkammerrat Johannes Philipp Anton Kleiner. Joseph Kleiner begann vor 1743 seine philosophischen Studien an der Universität Würzburg. Am 14. Juli 1743 trat er dem Jesuitenorden bei. An der Universität Würzburg bestand er das philosophische Magisterexamen. Am 14. Dezember 1751 wurde er als Student des Kanonischen Rechts an der Universität Heidelberg immatrikuliert. Am 6. September 1755 folgte die Promotion zum Dr. iur. can. Vermutlich noch in Heidelberg begann er ein Studium der Theologie.
Kleiner tritt 1758 als Dozent der Philosophie in Mainz in Erscheinung, 1760 kehrte er wieder an die Universität Würzburg zurück. Dort erlangte er im Mai/Juni 1763 zunächst ein Bakkalaureat in Theologie, worauf er am 5. Juli des Jahres zum Dr. theol. promoviert wurde. Er soll bei seinem Wechsel nach Würzburg 1760 zunächst an der Universität auch Philosophie gelehrt haben. Ab 1762 und 1763 tritt er schließlich als Dozent oder Professor der Moraltheologie an der Universität Würzburg auf.
Im Oktober 1763 wurde Kleiner zum Zweiten Professor der Theologie an der katholischen Abteilung der Theologischen Fakultät der Universität Heidelberg berufen. Im Jahr seiner Rektorenschaft an der Universität, 1780, wechselte er am 16. März auf die Erste Professur der Theologie an der katholischen Abteilung der Fakultät. In den Jahren 1766, 1769, 1772, 1775 und 1780 war er zudem Dekan seiner Fakultät.
Kleiner vererbte seine Bibliothek an die Universität Heidelberg.

## Publikationen (Auswahl)
- Meditatio de eo, quod iustum esse videtur circa crisin, de rebus philosophicis moderate ferendam, Würzburg 1760.
- Diss. de origine et antiquitate eminentissimorum S. R. C. cardinalium, Würzburg 1767.
- De Muniis Et Praerogativis Eminentissimorum S.R.E. Cardinalium Dissertatio Altera Historico-Critica, Heidelberg 1768.
- Analecta biblica literali et historico Scripturae Sacrae sensui investigando adcommodata, Heidelberg 1772.
- Syllabus conciliorum oecumenicorum: cum notis crit.; P. prior, Concilia Orientis, Mannheim 1775.